# Jean Dorat

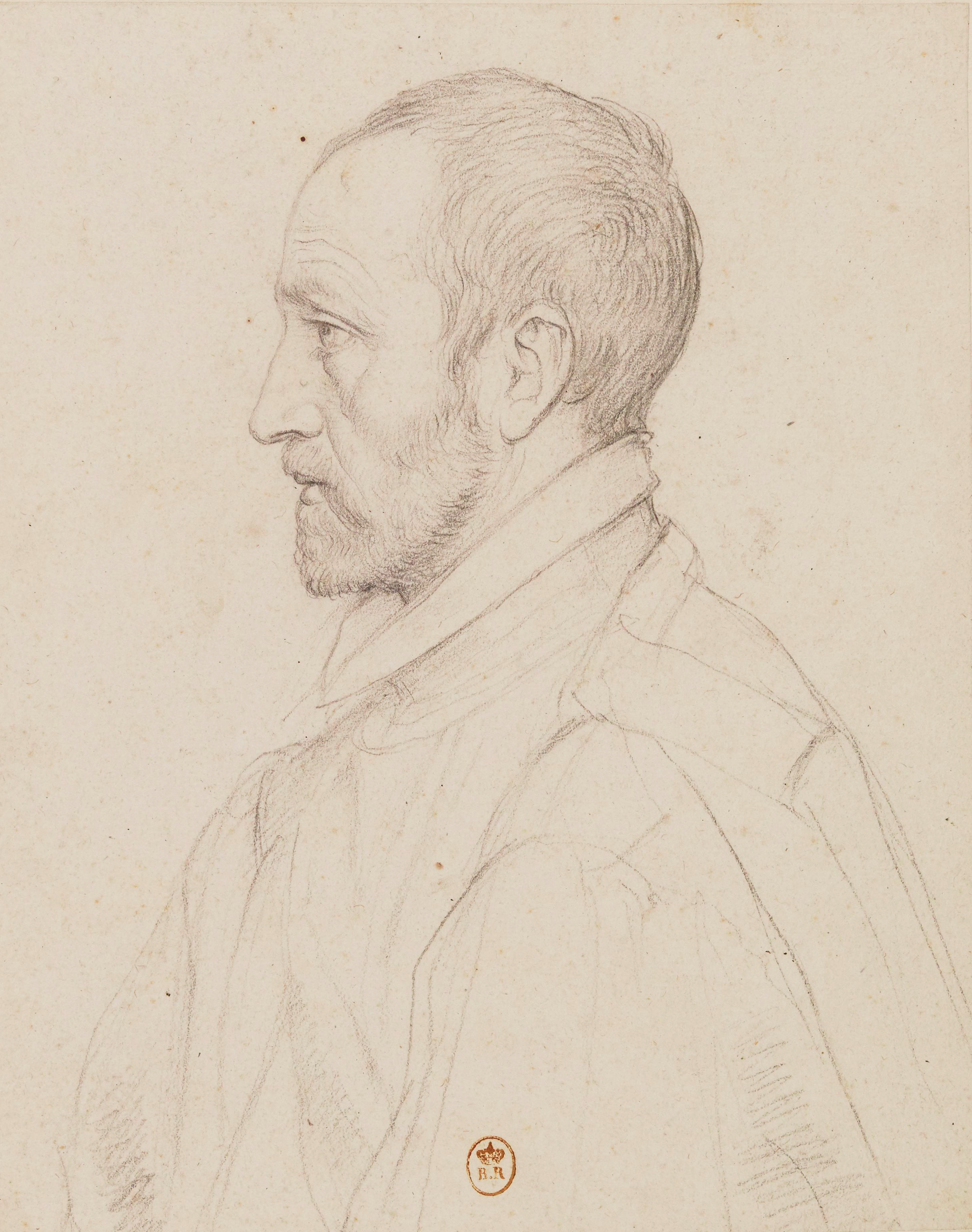
Jean Dorat

Jean Dorat of Daurat (Limoges, 3 april 1508 – Parijs, 1 november 1588), echte naam Jean Dinemandi, was een Frans geleerde en dichter. Hij dichtte bijna uitsluitend in het Latijn en Grieks, en was ook een van de leden van de Pléiade.

## Biografie
In 1537 verliet Dorat zijn geboortestreek om zich in te schrijven aan de Faculté des arts de Paris, waar hij al snel veel faam kreeg dankzij zijn goede geheugen. Dankzij zijn dichtkunst drong Dorat zich in de gunst bij koning Frans I. 
In 1544 nam Lazare de Baïf, die de vader was van Jean-Antoine de Baïf, Dorat in dienst als leermeester voor zowel zijn zoon en als voor jonge secretaris Pierre de Ronsard. Dorat bracht zijn leerlingen het Latijn bij volgens de tradities van het humanisme dat sinds een eeuw centraal was komen te staan. Toen Lazare de Baïf in 1547 overleed, werd Dorat benoemd tot directeur van het Collège de Coqueret. In 1549 werd ook Joachim du Bellay een van Dorats leerlingen.  Zijn spraakmakende werk Défense et illustration de la langue française heeft du Bellay geschreven onder toezicht van Dorat.  
In 1569 werd Dorat aangesteld als leraar Grieks aan het onder Frans I opgerichte Collège de France. Zijn werk raakte nogal verspreid. In 1586 besloten leerlingen en vrienden van Dorat samen een onvolledige verzameling van diens gedichten, epigrammen, anagrammen, oden en herdersdichten te publiceren. 
Dorat had twee zonen en een dochter, die zich eveneens toelegden op de dichtkunst.    

## Werken
- Hymne de Bacus... avec la version latine de Jean Dorat (met Pierre de Ronsard), Parijs, André Wechel, 1555. Voor het eerst verschenen in de bundel van de Meslanges, die datzelfde jaar werd gepubliceerd.
- Ad belli ciuilis auctores et eorum socios  (1576).

- Bibliothèque nationale de France: cb119004150 (data)
- Gemeinsame Normdatei: 119398060
- International Standard Name Identifier: 0000 0001 2099 1209
- Library of Congress Control Number: n84079463
- Nationale Bibliotheek van Tsjechië: js20020115016
- Nationale Bibliotheek van Israël: 987007277943305171
- Nederlandse Thesaurus van Auteursnamen: 070348553
- Istituto Centrale per il Catalogo Unico: BVEV022075
- Système universitaire de documentation: 026834979
- Trove: 1076631
- Virtual International Authority File: 12307479
- WorldCat: E39PBJrgDJk6kdcF998pCyBVmd